# Hans Johner
Hans Johner (Basilea, 7 gennaio 1889 – Thalwil, 2 dicembre 1975) è stato uno scacchista e compositore di scacchi svizzero, Maestro Internazionale.
Sì trasferì con la famiglia a 7 anni a Francoforte e poi a Berlino, dove studiò musica in un conservatorio. Ritornò in Svizzera nel 1910 e fece parte per 45 anni dell'orchestra Zürcher Tonhalle di Zurigo come professore di violino e viola da braccio.
Iniziò la carriera scacchistica a 17 anni nel torneo secondario di Ostenda 1906, classificandosi al secondo posto.
Johner detiene il record di vittorie nel campionato svizzero, avendolo vinto per 12 volte: nel 1908, 1923, 1928, 1929, 1931, 1932, 1934, 1935, 1937, 1938, 1947 e 1950 (tre volte ex aequo). Il campionato del 1934 coincise con il grande torneo di Zurigo (vinto da Alechin), in cui Johner si classificò al 9º posto (primo dei giocatori svizzeri), ma vinse una partita contro Aron Nimzovich.
Alle olimpiadi di Praga 1931 vinse partite contro Akiba Rubinstein, Vladas Mikėnas e Henri Weenink.
Hans Johner è stato anche un problemista, avendo composto circa 200 problemi in due, tre e più mosse, raccolti da G. Baumgartner nel libro Kostbarkeiten der Problemkunst.
Ha redatto per 57 anni la rubrica scacchistica del giornale Neue Zürcher Zeitung.
Era fratello minore di Paul Johner.